# Castello del Matese
Castello del Matese là một đô thị ở tỉnh Caserta trong vùng Campania của Ý, có vị trí cách khoảng 60 km về phía bắc của Napoli và khoảng 35 km về phía bắc của Caserta. Tại thời điểm ngày 31 tháng 12 năm 2004, đô thị này có dân số 1.468 người và diện tích là 21,5 km².
Castello del Matese giáp các đô thị: Campochiaro, Piedimonte Matese, San Gregorio Matese, San Potito Sannitico.